# Finnischer Staatspreis für ausländische Übersetzer
Der Finnische Staatspreis für ausländische Übersetzer (finnisch Valtion ulkomainen kääntäjäpalkinto; schwedisch Statens utländska översättarpris) ist ein finnischer Literaturpreis, der seit 1975 vom finnischen Ministerium für Bildung und Kultur für herausragende Übersetzungen finnischer Literatur verliehen wird. Vorgeschlagen werden die Preisträger von einem siebenköpfigen Beirat des Informationszentrums für finnische Literatur (FILI). Der Preis ist mit 15.000 Euro dotiert.

## Liste der Preisträger
| Jahr | Übersetzer              | Land                            |
| ---- | ----------------------- | ------------------------------- |
| 1975 | Manfred Peter Hein      | Deutschland                     |
| 1976 | Béla Jávorszky          | Ungarn                          |
| 1977 | Jens Hildén             | Schweden                        |
| 1978 | Olivier Descargues      | Frankreich                      |
| 1978 | Gabriel Rebourcet       | Frankreich                      |
| 1979 | Keith Bosley            | Großbritannien                  |
| 1980 | Wladimir Bogatschew     | Sowjetunion                     |
| 1982 | Ingrid Schellbach-Kopra | Deutschland                     |
| 1983 | Robert Layton           | Großbritannien                  |
| 1984 | Jan Petr Velkoborský    | Tschechoslowakei                |
| 1985 | István Rácz             | Ungarn                          |
| 1986 | Bo Carpelan             | Finnland                        |
| 1987 | Piret Saluri            | Estland                         |
| 1988 | Thomas Warburton        | Finnland                        |
| 1989 | Lucie Albertini         | Frankreich                      |
| 1989 | C. G. Bjurström         | Frankreich                      |
| 1989 | Mirja Bolgár            | Frankreich                      |
| 1990 | Philip Binham           | Finnland / USA                  |
| 1990 | Timothy Binham          | Finnland / USA                  |
| 1991 | Anu Pyykönen-Stohner    | Deutschland                     |
| 1991 | Friedbert Stohner       | Deutschland                     |
| 1992 | Herbert Lomas           | Großbritannien                  |
| 1993 | Kerstin Lindqvist       | Schweden                        |
| 1994 | Jean-Luc Moreau         | Frankreich                      |
| 1995 | Jesús Pardo             | Spanien                         |
| 1996 | Anselm Hollo            | USA                             |
| 1997 | Nøste Kendzior          | Norwegen                        |
| 1997 | Gisbert Jänicke         | Finnland / Deutschland          |
| 1998 | Joan Tate               | Großbritannien                  |
| 1999 | Jelka Ovaska Novak      | Slowenien                       |
| 2000 | Lars Huldén             | Finnland                        |
| 2001 | Stefan Moster           | Deutschland                     |
| 2002 | Helena Idström          | Dänemark                        |
| 2003 | Anne Colin du Terrail   | Frankreich                      |
| 2004 | Viola Parente-Capková   | Tschechische Republik / Italien |
| 2004 | Antonio Parente         | Italien                         |
| 2005 | Camilla Frostell        | Schweden                        |
| 2006 | Hildi Hawkins           | Großbritannien                  |
| 2007 | Hiroko Suenobu          | Japan                           |
| 2007 | David Hackston          | Großbritannien                  |
| 2008 | Gabriele Schrey-Hammer  | Deutschland                     |
| 2009 | Ljudmila Braude         | Russland                        |
| 2009 | Anna Sidorova           | Russland                        |
| 2010 | Rami Island             | Israel                          |
| 2011 | María Martzoúkou        | Griechenland                    |
| 2012 | Vladimír Piskoř         | Tschechische Republik           |
| 2013 | David McDuff            | Großbritannien                  |
| 2014 | Angela Plöger           | Deutschland                     |
| 2015 | Janina Orlov            | Schweden                        |
| 2016 | Turid Farbregd          | Norwegen                        |
| 2017 | Sebastian Musielak      | Polen                           |
| 2018 | Birgita Bonde Hansen    | Dänemark                        |
| 2019 | Elina Kritzokat         | Deutschland                     |
| 2020 | Annemari Raas           | Niederlande                     |
| 2021 | Kirsi Kinnunen          | Frankreich                      |
| 2022 | Kadri Jaanits           | Estland                         |